# Gelbohr-Büschelaffe
Der Gelbohr-Büschelaffe (Callithrix aurita), auch Weißohr-Büschelaffe, Weißpinselaffe oder Weißohr-Seidenaffe (oder jeweils -äffchen), ist eine Primatenart aus der Familie der Krallenaffen (Callitrichidae).

## Beschreibung
Gelbohr-Büschelaffen sind wie alle Krallenaffen sehr kleine Primaten, sie erreichen ein Gewicht von rund 300 bis 400 Gramm. Ihr Fell ist größtenteils schwarz gefärbt, der Schwanz ist schwarz-grau geringelt. An der Stirn befindet sich ein weiß-gelber Flecke, namensgebendes Merkmal sind die weißlich-gelben Ohrbüschel. Die Gliedmaßen sind eher kurz, wie bei allen Krallenaffen befinden sich an den Fingern und Zehen (mit Ausnahme der Großzehe) Krallen statt Nägeln.

## Verbreitung und Lebensraum

Verbreitungsgebiet

Gelbohr-Büschelaffen leben in den Wäldern an der Atlantikküste Südostbrasiliens. Ihr Verbreitungsgebiet umfasst den Süden von Minas Gerais, den Bundesstaat Rio de Janeiro und die nordöstlichen Teile von São Paulo. Ihr Lebensraum sind Gebirgswälder bis in 1300 Meter Seehöhe. Früher lebten sie vermutlich auch in tiefer gelegenen Wäldern, diese sind jedoch heute gerodet.

## Lebensweise und Ernährung
Gelbohr-Büschelaffen sind wie alle Krallenaffen tagaktive Baumbewohner. Sie bewegen sich auf allen vieren oder springend fort. Sie leben in Gruppen von 2 bis 13 Tieren, in denen sich meist nur ein dominantes Weibchen fortpflanzt. Wie bei allen Krallenaffen kommen meist Zwillinge zur Welt, der Vater und die übrigen Gruppenmitglieder beteiligen sich intensiv an der Jungenaufzucht.
Im Gegensatz zu den meisten anderen Marmosetten ernähren sich Gelbohr-Büschelaffen in stärkerem Ausmaß von Insekten. Ihr Gebiss ist weniger an das Annagen vom Baumrinde zur Gewinnung von Baumsäften geeignet als bei den nahe verwandten Arten, allerdings spielen Pilze eine wichtige Rolle bei der Ernährung.

## Gefährdung
Da die Wälder in Südostbrasilien stärker abgeholzt werden als in anderen Landesteilen, sind auch die Gelbohr-Büschelaffen stärker bedroht. Die IUCN schätzt die Population auf weniger als 10.000 ausgewachsene Tiere, die zudem noch auf zahlreiche Gebiete verteilt sind, und listet die Art als „gefährdet“ (vulnerable). Mittlerweile gibt es Zucht und Aussiedlungsprojekte in einigen Zoos.